# Алън Сокал
Алън Дейвид Сокал (на английски: Alan David Sokal; роден 1955) е американски математик и физик, професор по математика в Университетски колеж Лондон.
Работи главно в областта на статистическата механика, квантовата теория на полето и математическата физика. Става известен с т. нар. Афера Сокал от 1996 г. и следващите си публикации, критикуващи злоупотребата с наукоподобен език.

## Академична кариера
Сокал получава бакалавърска степен от Харвардския колеж през 1976 г. и докторска степен в Принстън през 1981 г.
Алън Сокал симпатизира на радикалната левица и преподава математика в Националния университет на Никарагуа по време на управлението на сандинистите.
По-късно работи в Университета „Ла Сапиенца“ в Рим и в Нюйоркския университет.
Изследователската дейност на Сокал е в полето на математическата физика и комбинаториката.

## Аферата „Сокал“
През 1996 г. той решава да провери дали постмодерното културно списание „Social Text“ ще публикува предложен от него материал, който изглежда „ласкаещ идеологичните (пред)убеждения на редакторите“. Алън Сокал пише напълно безсмислена статия, озаглавена „Transgressing the Boundaries: Toward a Transformative Hermeneutics of Quantum Gravity“ („Престъпвайки границите: Към една трансформативна херменевтика на квантовата гравитация“).
Списанието наистина я публикува, и тогава Сокал разкрива измамата в друго списание – „Lingua Franca“, където цитира и Ноам Чомски относно необходимостта да се служи на лявата и социалната наука чрез интелектуални аргументи, основаващи са на разума. Сокал отговаря на левичарската и постмодернистка критика, която се надига срещу неговата измама, като казва, че мотивацията му е да „защити лявото от един моден сегмент в самото него“. Аферата Сокал, заедно с книгата на Пол Грос и Норман Левит „Higher Superstition“ може да се счита за началото на така наречените научни войни.
Сокал продължава своята критика като става съавтор, заедно с Жан Брикмон, на книгата „Impostures Intellectuelles“ („Интелектуални измами“, 1998), публикувана на английски като „Fashionable Nonsense: Postmodern Intellectuals' Abuse of Science“ („Модни безсмислици: Интелектуалското постмодерно злоупотребяване с науката“). Английското издание съдържа немалко промени, то не е просто превод на френския оригинал. Махната е главата за Анри Бергсон и са добавени редица обяснения. Все пак книгата в цялост остава същата – тя обвинява дадени учени за това, че използват научни и математически термини неправилно и неадекватно, и че подкрепят една силна тенденция и дори план за отричане на „стойността на истината“.
Книгата получава смесени оценки, някои от които хвалят усилията на авторите, други са по-сдържани, а трети разкриват несъответствията в текстовете и критикуват авторите за невежество в дадени области на науката и за представяне на нещата тотално извън техния адекватен контекст.
През 2008 Сокал публикува книгата Шегата настрана: наука, философия и култура.

## Възгледи на Алън Сокал
Според Сокал целта на популярните му публикации е да „деконструира репутацията“ на определени текстове, които се опитват да се самоизтъкнат като трудночетивни, привидно заради дълбочината и силата си, а всъщност заради своята безсмисленост („Нашата цел е конкретно да покажем, че царят е гол (и царицата също)“).
Сред изброяваните от него злоупотреби са:
- Използване на терминология от природните науки, без авторът да има ясно понятие за нейното значение, или употреба на псевдотерминология
- Свободно прехвърляне на терминология от природните към хуманитарните науки без концептуално или емпирично основание за това
- Демонстрирането на ерудиция чрез термини, които са напълно ирелевантни за контекста
- Употреба на изречения, които сами по себе си са безсмислени:

„Някои от тези автори показват същинско опиянение от думите, в едно с върховно безразличие към тяхното значение“ – „Интелектуални измами“, Въведение, стр.5
- Надминаващо знанията самочувствие и самоувереност, които са пресилени спрямо реалността

## Реакции в медиите
Докато книгата е приета с аплодисменти в Англия, без съмнение поради старата „любов“ на англичаните към французите, и е похвалена за това, че показва как всъщност модерната френска философия е „един заряд от стари глупости“, то във Франция нещата се възприемат по-скоро от друг ъгъл. Робер Мажори пише в Либерасион за двамата автори, че са „оперирани от хумор научни педанти, поправящи правописни грешки в любовни писма.“